# 로베르츠포르스시

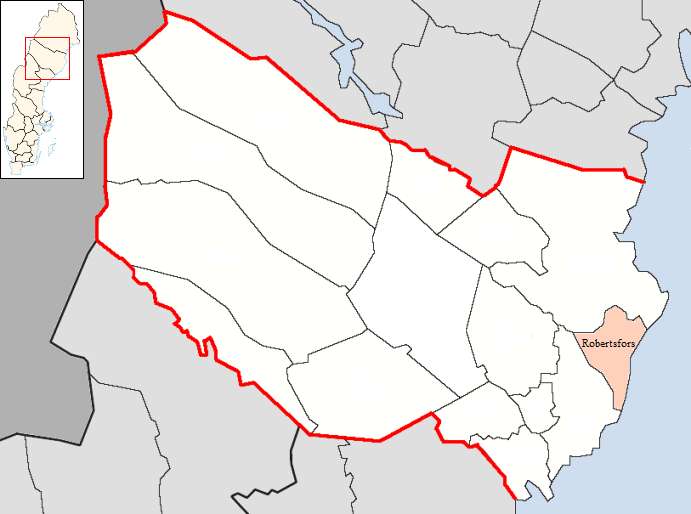
로베르츠포르스 시의 위치

로베르츠포르스시(스웨덴어: Robertsfors kommun)는 스웨덴 베스테르보텐주에 위치한 지방 자치체로 행정 중심지는 로베르츠포르스이며 면적은 2,369.65km2, 인구는 6,784명(2016년 12월 31일 기준), 인구 밀도는 2.9명/km2이다.

시 문장